# Barlowlerche

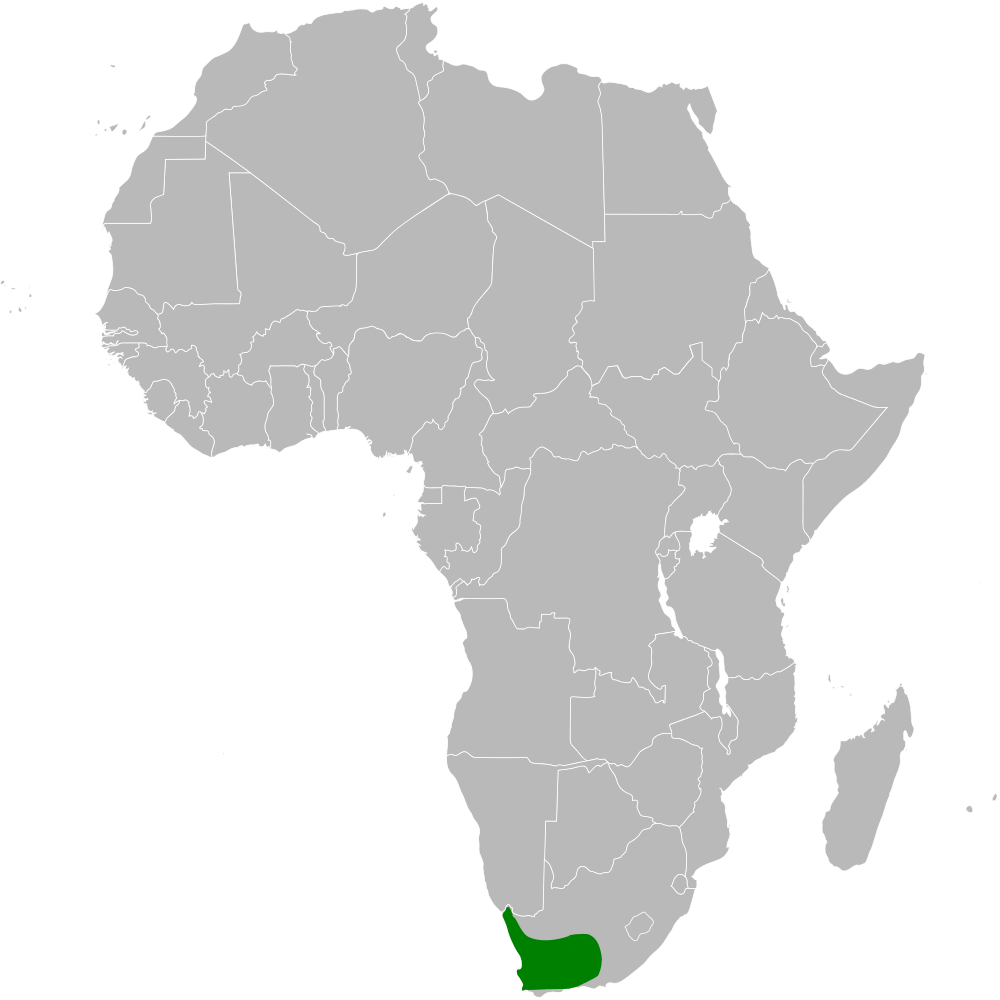
Verbreitungsgebiet der Barlowlerche

Die Barlowlerche (Calendulauda barlowi), früher auch in der Schreibweise Barlow-Lerche, ist eine Art aus der Familie der Lerchen. Sie ist eine im Süden des afrikanischen Kontinents verbreitete Art. Sie ist ungefähr so groß wie eine Feldlerche, hat aber einen deutlich längeren Schnabel. Sie galt ursprünglich als Unterart der Karoolerche oder der Zirplerche, wird aber auf Grund genetischer Daten heute als eigenständige Art betrachtet. Man unterscheidet mehrere Unterarten.
Die Bestandssituation der Barlowlerche wird als ungefährdet (least concern) eingestuft. Gemeinsam mit der Kalaharilerche, der Karoolerche und der Rotdünenlerche bildet sie eine Superspecies.

## Merkmale
Die Barlowlerche erreicht eine Körperlänge von etwa 18 Zentimeter. Männchen sind geringfügig größer als die Weibchen, haben aber einen deutlich längeren Schnabel. Barlowlerchen wiegen zwischen 25 und 36 Gramm. Es besteht kein auffälliger Geschlechtsdimorphismus.
Die Körperfärbung unterscheidet sich je nach Unterart. Die Nominatform ist auf der Körperoberseite hell graubraun und weist nur in geringem Maße eine Strichelung auf. Die Körperunterseite ist hell graubraun mit einem weißlicheren Bauch. Die Brust ist fein braun gestrichelt.
Bei der Cave-Lerche (Certhilauda barlowi cavei) ist die Körperoberseite zimtbraun, aber ebenfalls ohne auffällige Streifung. Allen Unterarten gemeinsam ist der helle Überaugenstreif und der dunkle Strich, der von der Schnabelbasis aus über das Auge verläuft.

## Verbreitungsgebiet der einzelnen Unterarten und Lebensraum
Es werden drei Unterarten unterschieden:
- C. b. barlowi (Roberts, 1937) – Das Vorkommen reicht vom Koigab bis zur Siedlung Aus im Südwesten Namibias.
- C. b. patae (Macdonald, 1953) – Vorkommen vom Küstengebiet im Südwesten Namibias bis in den Nordwesten von Südafrika.
- Cave-Lerche (C. b. cavei (Macdonald, 1953)) – Vorkommen im Süden von Namibia. Sie kommt dort von Witputz bis zum Oranje-Fluss vor. In der Südafrikanischen Republik kommt sie in der Kapprovinz vor.

Der Lebensraum der Barlowlerche sind sandige Ebenen mit kleinen Büschen und mit Gras schütter bewachsenen Sanddünen.

## Lebensweise
Die Lebensgewohnheiten der Barlowlerche sind bislang noch nicht abschließend untersucht.
Sie frisst überwiegend Insekten und Samen. Ihre Nahrung findet sie am Boden, wo sie mit ihrem Schnabel im Sand gräbt oder Nahrung von der sandigen Oberfläche beziehungsweise von der Vegetation abpickt. Über die Fortpflanzung ist bislang nur wenig bekannt. Nester mit Eiern wurden im Oktober gefunden und die Balzflüge des Männchens überwiegend im Zeitraum von August bis November beobachtet. Ähnlich wie die Karoolerche brütet die Barlowlerche nicht jedes Jahr.

## Einzelbelege
1. 1 2 3 4 5  Handbook of the Birds of the World zur Barlowlerche (Memento vom 27. Juli 2021 im Internet Archive), aufgerufen am 26. März 2017
2. ↑  Pätzold: Kompendium der Lerchen. S. 145.
3. ↑  Pätzold: Kompendium der Lerchen. S. 141.
4. ↑  IOC World Bird List 6.4. In: IOC World Bird List Datasets. doi:10.14344/ioc.ml.6.4 (englisch, worldbirdnames.org).